# Era Críptica
La Era Críptica es un término informal que se refiere a la etapa más temprana de evolución geológica de la Tierra y la Luna. Es la era (no formalmente reconocida) más antigua del eón Hadeico, que comenzó hace cerca de 4567 millones de años cuando se formaron la Tierra y la Luna. No existen actualmente muestras para la transición entre la era Críptica y la siguiente era (Grupos Basin) en la Luna, aunque usualmente se establece su finalización hace 4150 millones de años. La Comisión Internacional de Estratigrafía no ha reconocido ni esta era, ni ninguna otra subdivisión Hadeica.
| Supereón    | Eón Eonotema     | Era Eratema                | Periodo Sistema            | Inicio, en millones de años |
| ----------- | ---------------- | -------------------------- | -------------------------- | --------------------------- |
| Precámbrico | Proterozoico     | Neo- proterozoico          | Ediacárico Ediacariano     | ~635                        |
| Precámbrico | Proterozoico     | Neo- proterozoico          | Criogénico Criogeniano     | ~720                        |
| Precámbrico | Proterozoico     | Neo- proterozoico          | Tónico Toniano             | 1000                        |
| Precámbrico | Proterozoico     | Meso- proterozoico         | Esténico Steniano          | 1200                        |
| Precámbrico | Proterozoico     | Meso- proterozoico         | Ectásico Ectasiano         | 1400                        |
| Precámbrico | Proterozoico     | Meso- proterozoico         | Calímico Calymmiano        | 1600                        |
| Precámbrico | Proterozoico     | Paleo- proterozoico        | Estatérico Statheriano     | 1800                        |
| Precámbrico | Proterozoico     | Paleo- proterozoico        | Orosírico Orosiriano       | 2050                        |
| Precámbrico | Proterozoico     | Paleo- proterozoico        | Riásico Rhyaciano          | 2300                        |
| Precámbrico | Proterozoico     | Paleo- proterozoico        | Sidérico Sideriano         | 2500                        |
| Precámbrico | Arcaico Arqueano | Neoarcaico Neoarqueano     | Neoarcaico Neoarqueano     | 2800                        |
| Precámbrico | Arcaico Arqueano | Mesoarcaico Mesoarqueano   | Mesoarcaico Mesoarqueano   | 3200                        |
| Precámbrico | Arcaico Arqueano | Paleoarcaico Paleoarqueano | Paleoarcaico Paleoarqueano | 3600                        |
| Precámbrico | Arcaico Arqueano | Eoarcaico Eoarqueano       | Eoarcaico Eoarqueano       | 4031±3                      |
| Precámbrico | Hádico Hadeano   | Hádico Hadeano             | Hádico Hadeano             | 4567                        |

Teoría del gran impacto.

Durante la Era Críptica, la Tierra se compactó, el interior se diferenció y la superficie fundida se solidificó. La colisión que propone la Teoría del gran impacto que condujo a la formación de la Luna se produjo también en esta era. Los minerales más antiguos que se conocen proceden también de esta era. El nombre de "críptico" hace referencia a las muy pocas pruebas geológicas que han sobrevivido. La mayoría de los accidentes geográficos y rocas fueron probablemente destruidos en la fase de bombardeo temprano o por el efecto continuo de la tectónica de placas.

## Duración
En estos tiempos lejanos la duración de las edades es muy contradictoria, pero lo que más se le acerca es que comenzó hace 4567 millones de años terminando hace 4150 millones años dando comienzo a los Grupos Basin, durando aproximadamente 420 millones de años